# Narcisse de Jérusalem
Pour les articles homonymes, voir Narcisse.

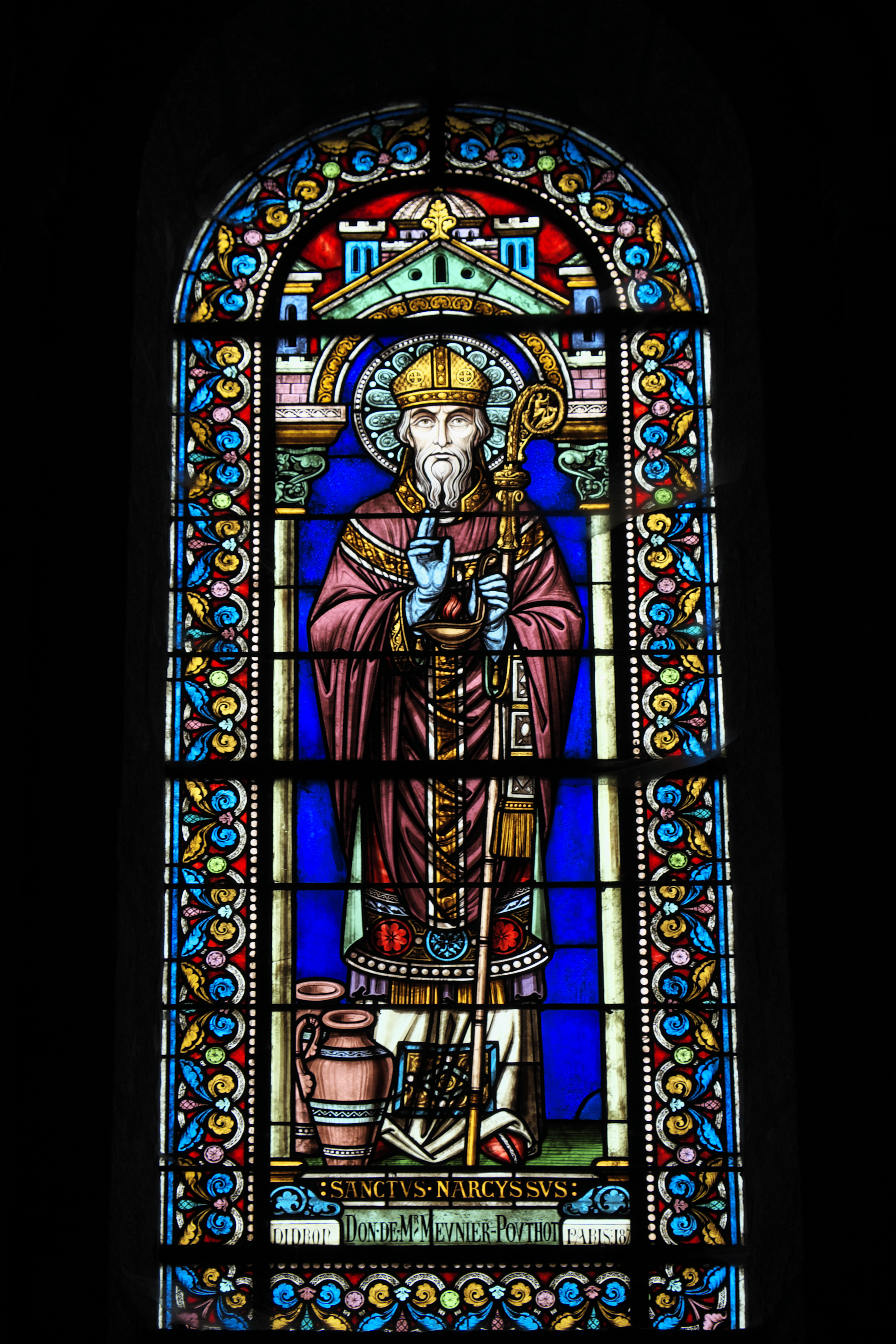
Représentation de Narcisse de Jérusalem sur un vitrail de l'église Saint-Barthélémy à Bénévent-l'Abbaye

Narcisse de Jérusalem († 211 ou 216) est un évêque de Jérusalem de la fin du IIe siècle au début du IIIe siècle. D'origine inconnue, il a dû succéder à l'évêque Dolichien vers l'an 185. Ce devait être un homme déjà âgé, octogénaire selon la tradition.
C'est un saint des Églises chrétiennes, célébré le 29 octobre.

## Narcisse et la date de Pâques
On le voit, dans la dernière décennie du siècle conjointement avec Théophile de Césarée, réunir un synode d'évêques palestiniens pour réaffirmer leur attachement à la tradition quartodécimaine, face aux prétentions du pape Victor qui voudrait imposer à toute la chrétienté la célébration dominicale de Pâques. Un court texte cité par Eusèbe de Césarée, où il est question de l'accord permanent entre Palestiniens et Alexandrins sur cette question, constitue peut-être un extrait de la réponse de Narcisse et de ses collègues à Victor,.
Pour le reste sa vie est pleine de légendes.

## Légende

### Le miracle de l'huile
Narcisse dut être un évêque populaire. On lui a prêté de nombreux miracles. Une année, au grand désespoir des fidèles, l'huile vint à manquer pour illuminer le sanctuaire lors de la veillée de Pâques. Narcisse commanda aux diacres d'aller puiser de l'eau, se mit en prière, puis, « avec une foi sincère dans le Seigneur », fit verser l'eau dans les lampes. Elle se changea aussitôt en huile. Au temps d'Eusèbe encore, on conservait à Jérusalem un peu de cette huile miraculeuse pour témoigner des vertus du saint évêque.
La légende a toute chance d'être d'origine locale, car l'usage de faire brûler de l'huile consacrée dans les lampes paraît être, à cette époque au moins, propre aux Églises palestiniennes.

### La fuite au désert
Trois pécheurs invétérés, inquiets des mœurs austères et de la sévérité de leur évêque, l'accusèrent faussement de crimes épouvantables et, pour donner plus de force à leurs dires, lui souhaitèrent avec de grands serments, l'un de périr par le feu, l'autre d'être rongé par la lèpre et le troisième de devenir aveugle. Personne ne prêta attention à leurs calomnies. Mais Narcisse, qui en fut très affecté, choisit de disparaître. Il alla se cacher dans le désert pour y vivre en « philosophe » comme il en avait depuis longtemps le désir secret. Les évêques du voisinage, ne sachant ce qu'il est devenu, songèrent à le remplacer. Ils consacrèrent d'abord un certain Dios qui ne dura guère, puis Germanion qui mourut à son tour, enfin Gordios.
Pendant ce temps, les deux premiers calomniateurs moururent de la mort qu'ils envisageaient pour Narcisse, l'un dans l'incendie de sa maison, l'autre frappé d'une maladie affreuse et soudaine. Le troisième, épouvanté, confessa leur machination et, dans son repentir, versa tant de larmes qu'il en perdit l'usage de ses yeux.

### Le retour de Narcisse et la consécration d'Alexandre
La justice de Dieu ayant passé, Narcisse peut reparaître. Sa popularité est plus grande que jamais et malgré son grand âge — il est au moins centenaire —  il reprend possession de son siège. Ses collègues doutent pourtant qu'il soit encore en état d'exercer ses fonctions.
Mais la Providence veille. Alexandre, déjà évêque (peut-être d'une ville de Cappadoce), vient en pèlerinage à Jérusalem. Avertis par une série de songes, Narcisse, le peuple et les évêques des alentours le retiennent de force et le consacrent pour être le nouvel évêque de la cité. Narcisse devient alors une sorte d'évêque « honoraire », se contentant de prier pour la communauté.
Alexandre le cite encore un peu plus tard, dans une lettre adressée aux chrétiens d'Antinoé en Égypte. Il leur annonce que Narcisse a cent seize ans et qu'il les exhorte comme lui à faire régner la concorde entre eux.

### Conclusion d'une légende
Ce récit est évidemment légendaire. La retraite dans le désert, vers l'an 200, est parfaitement anachronique (Narcisse serait le premier ermite connu) et l'existence même de ses remplaçants (au contraire de celle d'Alexandre) est des plus douteuse. Il est d'ailleurs impossible de placer tout ceci dans une chronologie cohérente.
Mais il est possible que l'aventure de Narcisse garde le souvenir d'un conflit grave qui serait alors survenu dans l'Église de Jérusalem et dont on ne sait rien. Quant à l'histoire d'Alexandre et de son accession miraculeuse au siège de Jérusalem, elle est intéressante comme témoignage à la fois de la translation d'un évêque d'un siège à un autre et de la présence simultanée de deux évêques à la tête d'une même cité, toutes choses qui, à la date où Eusèbe les transmet, sont condamnées par le concile de Nicée.

## Culte
Narcisse est honoré comme un saint dans l'ensemble des Églises orientales. Le Martyrologe romain, à son tour, l'a accueilli à la date du 29 octobre.